# Malinovszkij
Malinovszkij vagy Malinowski vezetéknév (oroszul: Малиновский, ukránul: Малиновський, és lengyelül: Malinowski) szláv eredetű név.  A malina lengyel szóból képződött, melynek jelentése málna.

## Megjelenése
A Malinowski név igen gyakori, 2004-ben 46 145 lakott belőlük Lengyelországban. A Malinovszkij név lengyel eredetű, azonban zsidó emberek is felvették. Az askenázi vezetéknevek között gyakran szerepelnek szláv átvett szavak, például gyümölcsök vagy növények elnevezése alapján történő névhasználat. Ez korábban azért fordult elő, mert a zsidók arra kényszerültek, hogy a családi nevet válasszanak és az ilyen jellegű névfelvétel bevett gyakorlat volt a 18. században.

## Híres Malinovszkij nevű személyek
Malinovszkij
- Rogyion Jakovlevics Malinovszkij, (1898–1967) a Szovjetunió marsallja és honvédelmi minisztere
- Roman Vaclavovics Malinovszkij (1876–1918), bolsevikek közé beépült Ohrana ügynök
- Jurij Petrovics Malinovszkij (1926), ukrán operatőr
- Olekszij Petrovics Malinovszkij (1956), ukrán politikus, parlamenti képviselő

Malinowski
- Bronisław Malinowski (1884–1942) lengyel származású antropológus

Malinowsky
- Lise Malinovsky (1957) dán festő